# Himanshu Thakur
Himanshu Thakur (Hindi हिमांशु ठाकुर; * 9. Januar 1994 in Burna, Madhya Pradesh) ist ein indischer Skirennläufer.

## Karriere
Thakur gab sein internationales Renndebüt am 19. Januar 2012 bei einem Citizenrennen in Pecol di Zoldo. Zwei Monate später bestritt er bei den Juniorenweltmeisterschaften in Roccaraso sein erstes internationales Großereignis. Dort belegte er als bestes Ergebnis den 60. Platz im Slalom.
Im darauffolgenden Jahr bestritt er in Schladming seine ersten Weltmeisterschaften. Nachdem er im Qualifikationsrennen für den Riesenslalom ausgeschieden war, belegte er im Slalom Rang 62.
2014 nahm Thakur erstmals an Olympischen Winterspielen teil. Bei den Wettkämpfen in Sotschi erreichte er bei seinem einzigen Start im Riesenslalom Platz 72.
Sein bestes Ergebnis bei einem internationalen Großereignis erzielte er 2017 bei den Weltmeisterschaften in St. Moritz mit dem 59. Platz im Riesenslalom.
Abgesehen von internationalen Großereignissen startete Thakur hauptsächlich bei FIS-Rennen. 
Sein bisher letztes Rennen bestritt er am 29. Dezember 2021 in Kolašin, seitdem ist er nicht mehr als Rennläufer in Erscheinung getreten.

## Erfolge

### Olympische Winterspiele
- Sotschi 2014: 72. Riesenslalom

### Weltmeisterschaften
- Schladming 2013: 62. Slalom, DNQ Riesenslalom
- Vail/Beaver Creek 2015: 70. Riesenslalom, DNQ Slalom
- St. Moritz 2017: 59. Riesenslalom, DNQ Slalom

### Juniorenweltmeisterschaften
- Roccaraso 2012: 60. Slalom, 80. Riesenslalom
- Jasná 2014: 88. Riesenslalom, DNF Slalom

### Weitere Erfolge
- 2 Platzierungen unter den besten 10 bei FIS-Rennen